# Grêmio Recreativo e Esportivo Reunidas (volley-ball féminin)
Pour les articles homonymes, voir Grêmio Recreativo e Esportivo Reunidas.
 Vôlei Futuro, de son vrai nom Grêmio Recreativo e Esportivo Reunidas, est un club brésilien de volley-ball fondé en 2002 et basé à Araçatuba. La section volley-ball féminin du Vôlei Futuro a disparu en 2012.

## Effectifs

### Saison 2011-2012
Entraîneur : Paulo Rego Barros Junior  Brésil